# Hohen-Sülzen
Hohen-Sülzen település Németországban, Rajna-vidék-Pfalz tartományban. Lakosainak száma 762 fő (2023. december 31.).

## Népesség
A település népességének változása:
| Lakosok száma | 541  | 725  | 731  | 744  | 742  | 762  |
|               | 1975 | 2017 | 2019 | 2021 | 2022 | 2023 |